# Mesón phi
No debe confundirse con el Φ--, del que antes se pensaba que era un pentaquark.
En física de partículas, el mesón phi (φ) es una partícula subatómica perteneciente al grupo de los mesones vectoriales y descubierta por Nicholas Samios. El mesón phi está compuesto por un quark extraño y un antiquark extraño. Tiene una masa de 1019,445 ± 0,020 MeV/c2.

## Resumen
| Nombre de partícula | Símbolo de partícula | Símbolo de antipartícula | Quarks contenidos | Masa invariante (MeV/c2) | IG | JPC | S | C | B' | Vida media (s)      | Normalmente decae en (>5% de los decaimientos)   |
| ------------------- | -------------------- | ------------------------ | ----------------- | ------------------------ | -- | --- | - | - | -- | ------------------- | ------------------------------------------------ |
| Mesón Phi           | φ(1020)              | Ella misma               | s                 | 1.019,445 ± 0,020        | 0- | 1-- | 0 | 0 | 0  | 1,55 ± 0,01 × 10−22 | K+ + K- o K0 S + K0 L o (ρ + π) / (π+ + π0 + π-) |

1. ↑  PDG informa sobre la anchura de resonancia (Γ). Aquí, la conversión τ=ħ/Γ se da en su lugar.